# الإمبراطور أوجين
الإمبراطور أوجين (يابانية: 応神天皇، أوجين تينو)، يعرف أيضا بهموتاواكي أو هونداواكي (誉田別)، هو الإمبراطور الخامس عشر لليابان، نسبة إلى الترتيب التاريخي للحكام. ويصنف الإمبراطور أوجين من قبل الكثير من الناس على أنه شخصية أسطورية. الاسم أوجي تينو أصبح اسما ينادى به من قبل الأجيال اللاحقة.